# Мишовій тонкодзьобий
Мишові́й тонкодзьобий (Hylorchilus sumichrasti) — вид горобцеподібних птахів родини воловоочкових (Troglodytidae). Ендемік Мексики.

## Опис
Довжина птаха становить 15-16,5 см, вага 28,4 г. Верхня частина тіла рівномірно шоколадно-коричнева, спина має рудувато-коричневий відтінок. На крилах малопомітні, нечіткі світлі смуги. Горло охристе, груди рудувато-коричневі, легко поцятковані темними смужками, живіт шоколадно-коричневи, поцяткований невеликими, чіктими білими плямками. Очі карі, дзьоб чорнуватий, зназу біля основи жовтувато-оранжевий, лапи темно-сірі. Виду не притаманний статевий диморфізм. У молодих птахів горло тьмяно-коричневе, поцятковане нечіткими лускоподібним візерунком, нижня частина тіла темніша, плями на грудях і животі менш помітні.

## Поширення і екологія
Тонкодзьобі мишовії мешкають на заході центрального Веракруса, на півночі Оахака та на крайньому сході Пуебли. Вони живуть в підліску вічнозелених і листопадних тропічних лісів на карстових виходах вапнякових порід та на тінистих кавових плантаціях. Зустрічаються на висоті від 75 до 1000 м над рівнем моря. Живляться комахами, равликами, червами та іншими безхребетними, яких ловлять на землі та в тріщинах скель, перевуваючись короткими стрибками, а також дрібними плодами. Гніздяться в розщелених серед вапнякових скель. Гніздо чашоподібне, робиться з трави, корінців та інших матеріалів. В кладці 3 яйця. Будують гніздо і насиджують кладку самиці, за пташенятами доглядають і самиці, і самці.

## Збереження
МСОП класифікує стан збереження цього виду як близький до загрозливого. За оцінками дослідників, популяція тонкодзьобих мишовіїв становить від 10 до 20 тисяч птахів. Їм може загрожувати знищення природного середовища.